# Mary Millar

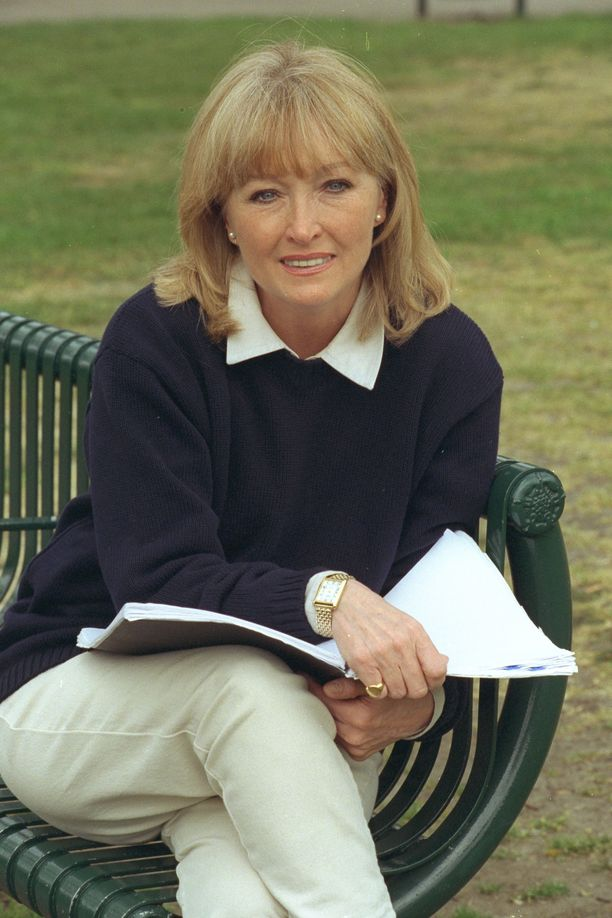
Mary Millar, 1997

Mary Millar, född Mary Irene Wetton den 26 juli 1936 i Doncaster i South Yorkshire, död 10 november 1998 i Brockley i Lewisham i London, var en brittisk skådespelerska och sångerska. Hon är, i Sverige, mest känd för sin roll i TV-serien Keeping Up Appearances (på svenska: Skenet bedrar), där hon spelar den vampiga "Rose", syster till centralfiguren, den snobbiga Hyacinth. Hon tog på sig rollen till början av inspelningen av säsong 2 då Shirley Stelfox som spelade Rose i säsong 1 hoppat av.
Millar var en kristen person.
Millar avled vid 62 års ålder år 1998 till följd av cancer i äggstockarna.